# Глотохронология
Глотохронология (от гръцки – γλῶττα „език“ и χρóνος „време“) е тази част от лексикостатистиката занимаваща се с взаимоотношнията между езиците с течение на времето .
Идеята е разработена от Морис Суадеш при две основни предположения: (1) първо, всички световни езици притежават относително стабилен „основен речник“ (съответно наречен „списък на Суадеш“) и (2) второ, че скоростта на заменянето на думите в този речник може да се представи с формула аналогична на формулата за скоростта на радиоактивния разпад, което дава като резултат постоянен процент на замяна за единица изминало време. Съществуват много други методи, които са частични разширения на метода на Суадеш. Поради известността на този метод, за много специалисти и любители, когато се говори за глотохронология се подразбира именно метода на Суадеш .

## Методология

### Стабилен речник
Първоначалното предположение на Суадеш е, че думите в езиковото ядро се заместват равномерно  и това се наблюдава при всички езици и култури, и следователно думите могат да се използват за измерване на изминало време. Процесът използва списък на стабилни срещу заемки лексикални термини, съставен от Морис Суадеш.
.
Този основен речник е съставен за да обхване концепции, които са общи за всички човешки езици (като например лични местоимения, части на тялото, небесни тела, глаголи на основни действия, цифри „едно“ и „две“, и т.н.), премахвайки концепции, които са специфични за конкретна култура или епоха. Установява се, че не е възможно да се състави идентичен набор за „универсално“ сравняване на всички култури, но е необходимо списъците да бъдат съобразени според това кои езици се съизмерват. Едва след такава индивидуализация, се измерва процентът на сродните думи (когнати; които имат общ произход) в тези списъци. Колкото по-голям е процентът на когнатите, толкова по-скорошно е предполагаемото разделение на двата езика, които биват сравнявани един с друг.

### Скорост на подмяна
Чрез изследване на исторически проверими случаи, където имаме познания за t чрез нелингвистични данни (напр. приблизителното разстоянието във времето от Класическия латински до съвременните романски езици), Суадеш достигнал до емпирични стойности на „L“ приблизително 0.14; т.е. че скоростта на замяна представлява около 14 на 100 думи за 1 хилядолетие. Ако допуснем, че за единица време се подменя определен процент от стабилния речниковия обем на един език и наречем този процент p, времето, t , скоростта на подмяна L е сравнително равномерна и се определя с формулата:
{\displaystyle 1.)\ \ L={\frac {dp(t)}{dt}}=-{\frac {p(t)}{r}}}
Ако итегрираме предното диференциално уравнение ще получим следната друга (идентична) формула,
{\displaystyle 2.)\ \ p(t)=e^{-{\frac {t}{r}}}}
от която излиза, че подмяната на речниковия обем е експоненциална и зависи от константата r, която наричаме глотохронологична константа.

### Глотохронологична константа
Лингвистът Робърт Лийс установява стойността на глотохронологичната константа след като разглежда 200-членните списъци на 13 двойки езици. Стойността на тази константа е r = 0.806 ± 0.0176 при 90% надеждност. Отношението на тази константа към скоростта на съхраняване на думите в езика може да бъде изразена със следната математическа формула:
{\displaystyle 3.)\ \ L={\frac {2}{\ln(r)}}} или стойността на константата за една година е
{\displaystyle 4.)\ \ r=-{\frac {1}{(1-{\frac {14}{100}})}}\approx 663\cdot {\mbox{E}}^{-2}}
Където:

L е скоростта на подмяна,

ln е натуралният логаритъм с основа e,

a r е глотохронологичната константа.

### Дивергентно време
Периодът от време за преминаване на един език от една фаза в друга се нарича дивергентно време. Математически това се изразява така:
{\displaystyle 5.)\ \ T_{c}={\frac {\ln(c)}{-L}}}
Където Tc е времето между две съседни фази, c е пропорцията от съхранените думи, запазени непроменени, а L е скоростта на подмяна в конкретния езиков списък. Или с други формула, времето от момента на идентичност до момента на разделяне може да бъде определено като:
{\displaystyle 6.)\ \ T_{c}={\frac {ln(c)}{ln(r)}}}.
Установено е, че глотохронологията е приложима за индоевропейските езици и обяснява 87 % от разликите. Така също се смята, че принципът работи и за Хамито-семитските езици (Флеминг, 1973), за китайския (Мънроу, 1978) и Америндските езици (Старк, 1973 г.; Баумхоф и Олмстед, 1963). За последните примери са намерени корелации с радиовъглеродно датиране и чрез анализ на кръвните групи, както и археологически анализи. Забележете, че методологията на Грей и Аткинсън по въпроса за произхода на Индо-европейските езици, по собствените им думи няма нищо общо с глотохронологията 

### Дискусия
Концепцията за езиковите промени е доста стара и нейното развитеи е описано от Хаймс (Hymes, 1973) и Уелс (Wells, 1973). Самата глотохронология датира от средата на 20 век . От самото начало на своето създаване теорията не е без противници и противоречия. Отчасти това се дължи на съмнения относно прецизността на измерванията и читавостта на фундаменталните предположения. Към тези съображения се обръщат работещите в областта лингвисти и допускат предположението, че „скоростта на замяна на отделни думи може да деформира преценката за продължителността на дивергентното време“, в случаите, когато се говори за заимствани думи. Кретиен (Chrétien) се опитва да докаже, че математическите предположения на модела са неправилни, но на конференция в Йейл през 1971, неговите критики са отхвърлени като невалидни . На същата тази конференция се публикува успешното приложение на теорията върху креолските езици .

### Нови аргументи относно глотохронологията
Общ преглед на по-новите аргументи може да бъде намерени из документите на конференцията, проведена в Института Макдоналд през 2000 г.  От самото си създаване глотохронологията е отхвърлена от много лингвисти, предимно Индо-европеисти от школата на традиционния сравнителен метод. Критики са повдигнати по три точки на дискусията.
1. Критиката срещу по-високата стабилност на лексемите включени в списъците на Суадеш  е несъстоятелна, защото определени загуби само помагат, а не вредят на изчисленията .

2. Традиционната глотохронология предполага, че езиците се менят със стабилна скорост. Бъргсленд и Вогт  категорично показват, че скоростта на промяна на исландските езици е само 4% на хилядолетие, докато сродният им норвежки език (риксмал) се е променил с 20% на хилядолетие, а предложената от Суадеш константа е само 14%.
- това най-общо предположение е модифицирано и ограничено до отделни думи дори в рамките на един език, в много от по-новите изследвания
- много възможно е вероятността една дума да бъде заменена от друга в действителност да е различна за всяка дума или „всяка дума има своя собствена история“ [21])
- това и други основателни наблюдения демонстрират, че формулата на Суадеш не е универсална и е приложима само след „калибриране“ на “L“.

3. Сериозен аргумент е, че езиковите промени произтичат от социално исторически събития, които разбира са непредвидими и следователно неизчислими.
- нови методи, разработени от Грей и Аткинсън избягват тези проблеми, но все още се виждат като спорни, преди всичко, тъй като те поддържат хипотезата за Анатолийския произход на индоевропейските езици пред по-популярната Курганска хипотеза.

## Модифицирана глотохронология
Някъде посредата между първоначалната концепцията на Суадеш и напълното отхвърляне на глотохронологията е идеята, че глотохронологичният метод за езиков анализ става валиден с помощта на няколко съществени изменения. По този начин разнородностите в скоростта на замяна са коригирани от Ван дер Mерве  чрез разделяне на списъка на думите на класове от различни скорости, докато други дори защитават позицията, че определени когнати имат свой собствен темп на промяна. Едновременно с това се преосмисля дивергентното време и скоростта на замяна. През 1959 Глийсън въвежда понятието дрифтов (плаващ) ефект, а през 1970 Брейнард въвежда случайните когнации. През 1973 Санкоф предлага въвеждането на параметър на заемките и допуска синоними .
През 1972 Санкоф (Sankoff) раработва модел на генетична дивергенция на населението в биологичен контекст, а Ембълтън (Embleton) генерира въз основа на този модел опростена версия, отнасяща се до езика (1981). Подобрения на статистическата методология, свързани с напълно различен клон на науката, еволюционната биология и по-специално промените на ДНК с течение на времето, обновяват интереса към глотохронологията. Тези нови статистически методи са по-мощни от по-ранните, защото те калибрират точки върху филогенетичното езиково дърво, отнасящи се до познати исторически събития и така коригират темповете на изменение в тях. С тези корекции престава изискването за съществуване на константна стойност на езикова промяна.

## Метод на Старостин
Още един опит да се въведат корекции е извършено от руския лингвист Сергей Старостин, който предлага, че:
1. чуждиците са „разрушаващ фактор и трябва да бъдат елиминирани от изчисленията“; единствено определящи са вътрешните замени на „местни с местни“ елементи от същия език. Незабелязването на този фактор е основната причина за неточно изчислената първоначална оценка на скоростта на замяна – малко под 14 думи от 100 за 1 хилядолетие, докато реалната скорост е три пъти по-ниска (около 5 или 6). Въвеждане на тази корекция ефективно неутрализира аргументите на Бъргсленд и Вогт тъй като задълбочен анализ на норвежкия език, риксмал, показва, че неговият списък с основни (стабилни) думи включва много заемки от други германски езици (предимно датски). Изключването на тези външни елементи от списъка помага на изчисленията и свежда скоростта на промяна до предвижданата норма от 5 – 6 „местни“ заместители за 1 хилядолетие.
2. скоростта на промяна наистина не е постоянна, но всъщност зависи от периода от време, през който определена дума е съществувал в езика (т.е. шансовете лексемата „x“ да бъде заместена с лексемата „y“ се увеличават в директно съотношение с изтеклото време. Така нареченото „стареене на думите“, е емпирично подразбирано като постепенна „ерозия“ на първичното значение на думата под тежестта на придобити вторични такива;
3. отделни елементи на 100-членните списъци имат различни скорости на стабилност (например, думата „Аз“ обикновено има много по-ниска вероятност да бъде заменена отколкото думата „жълто“. Получената от Старостин формула, след като се отчетат както зависимостите от времето, така и индивидуалните стабилности, изглежда както следва

{\displaystyle t={\sqrt {\frac {\ln(c)}{-L_{c}}}}}
В тази формула, − Lc отразява, постепенното забавяне на процеса на замяна вследствие на различни индивидуални скорости (по-малко стабилни елементи са първите и най-бързо заменените). Като се има предвид, че квадратният корен представлява обратната тенденция – ускорение на замяната, когато елементи от оригиналния списък „стареят“ и стават по-податливи на изместване на тяхното значение. Формулата е очевидно по-сложна от оригиналната на Суадеш, но както е показано в изследванията на Старостин, дава по-достоверни резултати от първата (и малко или много съответства по-добре на всички доказуеми от исторически познания случаи на разделяне на езици.
- От друга страна се показва, че глотохронологията може да се използва като сериозен научен инструмент само за езикови семейства, чиято историческа фонология е разработена щателно (най-малко до ясното разграничение между когнати и чуждици).

## Хронологични Оценки
Проблемът с хронологичните преценки е предмет на конференцията, проведена в Института Макдоналд през 2000 г.